# NGC 7256
NGC 7256 est une galaxie spirale située dans la constellation du Verseau. Sa vitesse par rapport au fond diffus cosmologique est de 2 387 ± 22 km/s, ce qui correspond à une distance de Hubble de 35,2 ± 2,5 Mpc (∼115 millions d'al). NGC 7256 a été découverte par l'astronome allemand Albert Marth le 27 septembre 1864. Cette galaxie a aussi été observée par l'astronome américain Frank Muller entre septembre 1897 et décembre 1897 et elle a été inscrite au New General Catalogue sous la désignation NGC 7254.
La classe de luminosité de NGC 7256 est II et elle présente une large raie HI.
Sur l'image du relevé Pan-STARRS, on ne voit pas vraiment la présence d'une barre au centre de la galaxie. La classification de spirale ordinaire par la base de données NASA/IPAC ou de spirale intermédiaire par le professeur Seligman semble donc mieux décrire cette galaxie.
À ce jour, une seule mesure non basée sur le décalage vers le rouge (redshift) donne une distance d'environ 27,900 Mpc (∼91 millions d'al). Cette valeur est à l'extérieur des valeurs de la distance de Hubble. Notons que c'est avec la valeur moyenne des mesures indépendantes, lorsqu'elles existent, que la base de données NASA/IPAC calcule le diamètre d'une galaxie et qu'en conséquence le diamètre de NGC 7256 pourrait être d'environ 16,7 kpc (∼54 500 al) si on utilisait la distance de Hubble pour le calculer.